# Scincomorpha
Scincomorpha Camp, 1923 è un infraordine di sauri.

## Tassonomia
Comprende le seguenti famiglie:
- Cordylidae Fitzinger, 1826
- Gerrhosauridae Fitzinger, 1843
- Gymnophthalmidae Merrem, 1820
- Lacertidae Gray, 1825
- Scincidae Gray, 1825
- Teiidae Gray, 1827
- Xantusiidae Baird, 1858
- Polyglyphanodontidae[senza fonte] †

### Alcune specie

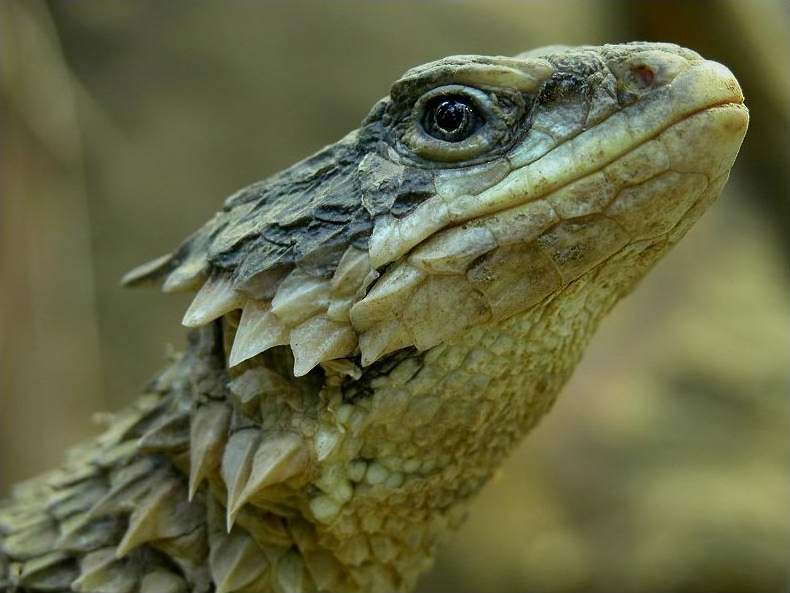
Smaug giganteus Cordylidae
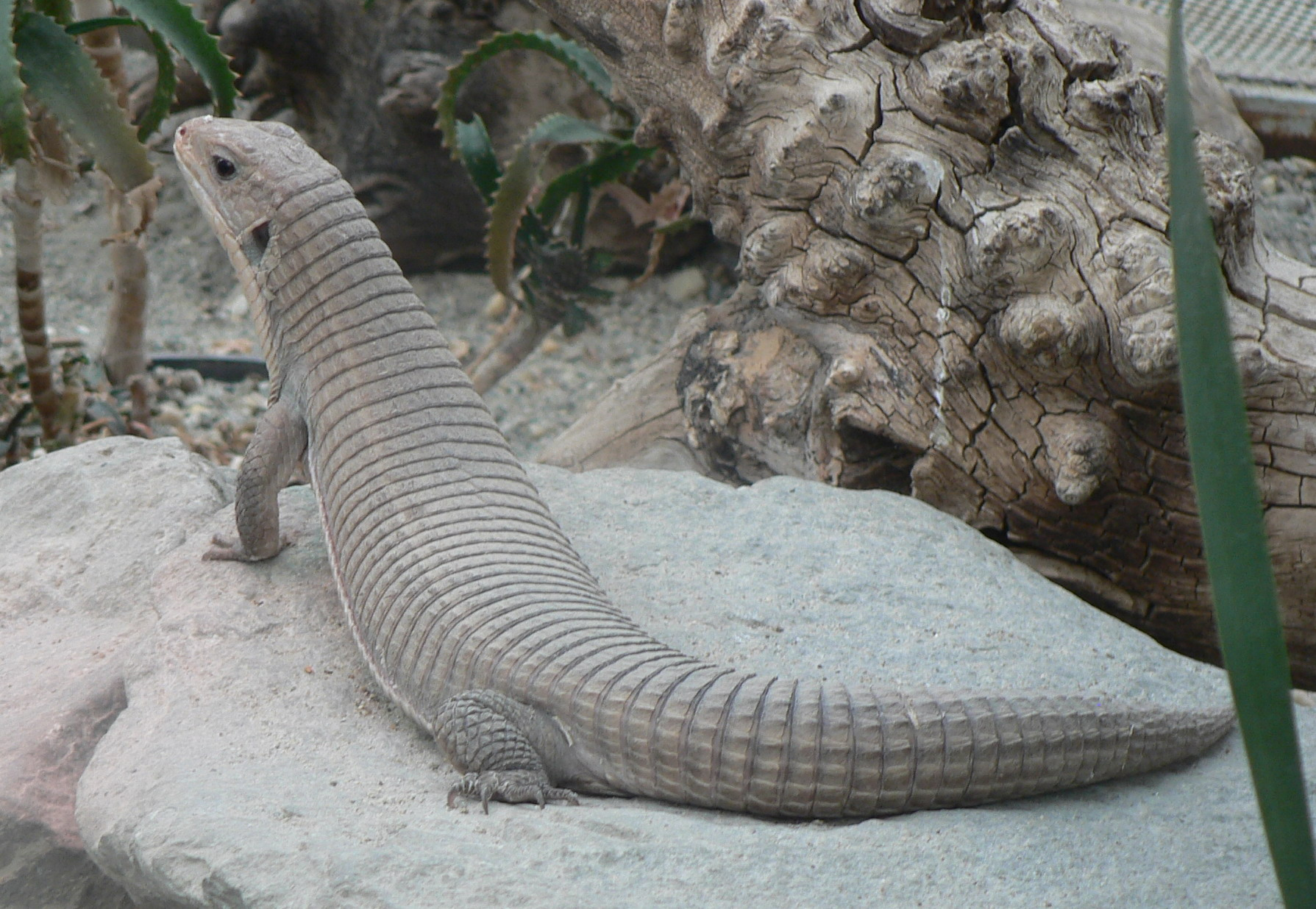
Gerrhosaurus major Gerrhosauridae
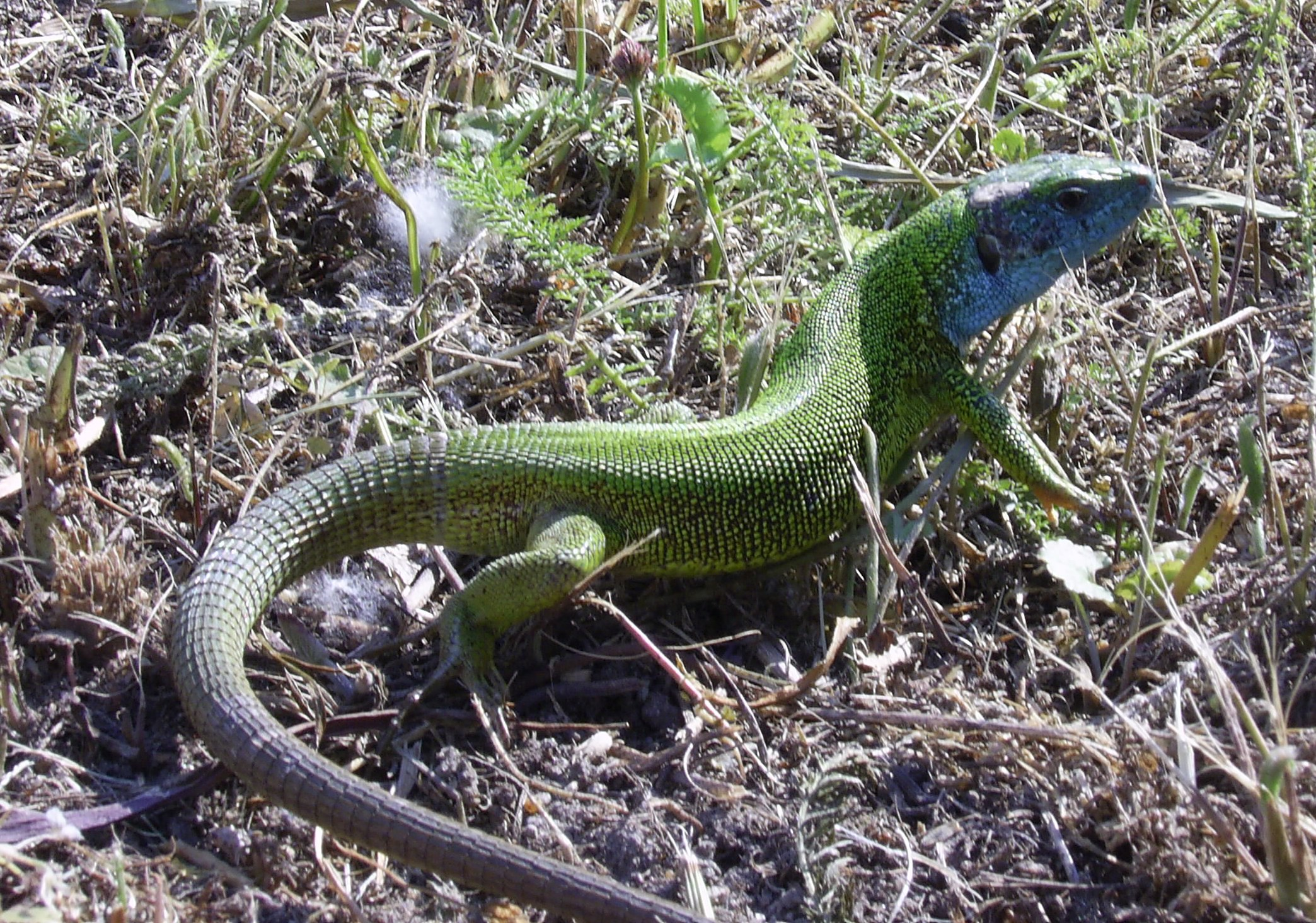
Lacerta viridis Lacertidae
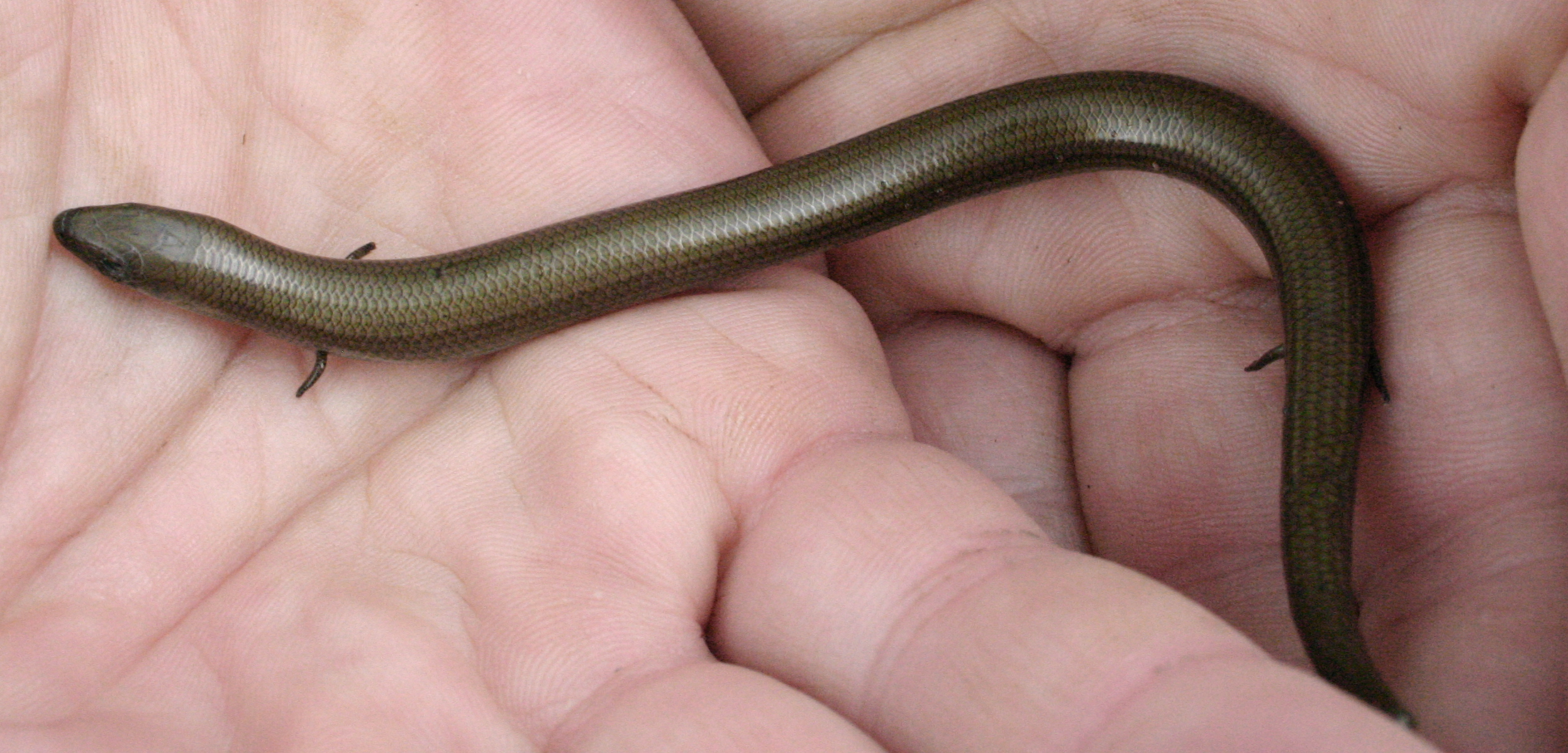
Chalcides chalcides Scincidae
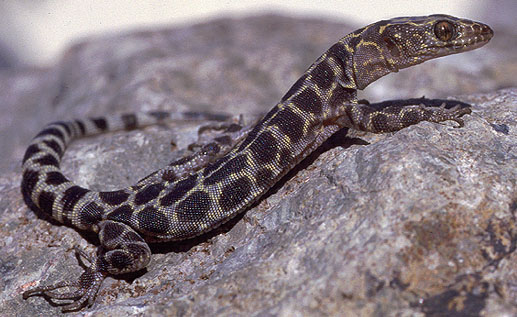
Xantusia henshawi Xantusiidae